# Il segreto della felicità
Il segreto della felicità è un album del gruppo folk Folkabbestia, pubblicato nel 2008.

## Tracce
1. Il segreto della felicità – 3:19
2. Risveglio dall'incanto – 3:24
3. Potere alla poesia! – 3:20
4. Il brigante innamorato – 3:27
5. Rovo da more – 3:26
6. La civetta – 4:24
7. Il sogno di Mhedy – 4:20
8. Quello che siamo – 4:31
9. La tarantella novella – 2:55
10. Cartomanzia – 5:00
11. La storia della Druda – 3:05
12. Prendo tempo – 3:26
13. La danza che muove il mondo – 3:18
14. Treno per casa – 3:54
15. Uruguay – 4:23